# Емельянов, Анатолий Викторович
Емельянов Анатолий Викторович — чувашский писатель, политик. Созданные им произведения отличаются разнообразием человеческих характеров. Его излюбленной темой является жизнь в деревне. Характерные черты произведений Емельянова — очерковость, публицистичность, острота поднятых тем. Народный писатель Чувашской АССР (1990).

## Биография
Емельянов Анатолий родился в деревне Сендимиркино Вурнарского района Чувашской АССР 10 января 1932 года. После окончания школы учился в Вурнарском техникуме на зоотехника. В 50-х годах Емельянов начинает политическую карьеру:
- 1958—1959 — секретарь Комитета ВЛКСМ Вурнарского района;
- 1959—1963 — обучение в Высшей партийной школе;
- 1965—1972 — Первый секретарь вурнарского районного комитета КПСС;
- 1972—1973 — Министр культуры Чувашской АССР.

Кроме политической деятельности Анатолий Викторович был и мастером в прозе: создал более 50 произведений на чувашском и русском языках.

## Награды
- Премия Комсомола Чувашии имени М. Сеспеля (1975).
- Премии имени К. В. Иванова (1990).
- Народный писатель Чувашской АССР (1990).
- орден Дружбы народов.
- орден Трудового Красного Знамени.
- медаль «За доблестный труд».
- Почётная грамота Президиума Верховного Совета РСФСР
- почетная грамота Президиума Верховного Совета ЧАССР

## Произведения
- на чувашском языке: «Беспокойная весна»(1960), «Огни костра»(1960), «Разлив Цивиля»(1966), «Луна на ущербе»(1968), «Живём не ради славы», «Колокольчик»(1975), «Чёрные грузди»(1981), «Серебряный ветер»(1985), «Последний ряд»(2010).
- на русском языке: «Кузьма Овражный»(1978), «Мои счастливые дни»(1983), «Герасим-золотоискатель»(1985), «Перевёртыш»(1996), «Год-тринадцать месяцев».